# Château de la Gaillardière
Le château de la Gaillardière est un château situé à La Croix-en-Touraine (Indre-et-Loire) et inscrit aux monuments historiques le 25 octobre 1971.